# Зарубаное (Лельчицкий район)
Зарубаное (бел. Зарубанае) — деревня в Буйновичском сельсовете Лельчицкого района Гомельской области Беларуси.
Кругом лес.

## География

### Расположение
В 32 км на северо-восток от Лельчиц, 55 км от железнодорожной станции Ельск (на линии Калинковичи — Овруч), 208 км от Гомеля.

## Транспортная сеть
Транспортные связи по местной, затем автомобильной дороге Лельчицы — Мозырь. Планировка состоит из прямолинейной широтной улицы, к которой с юга присоединяются 2 короткие прямолинейные улицы. На западе обособленный участок застройки. Деревянные крестьянскими усадьбы расположены редко, двусторонне.

## История
Согласно письменным источникам известна с XIX века как селение в Буйновичской волости Мозырского уезда Минской губернии. Согласно переписи 1897 года хутор, действовала смолокурня. В 1923 году открыта школа, которая размещалась в наёмном крестьянском доме. В 1929 году организован колхоз. Во время Великой Отечественной войны в июле 1943 года оккупанты сожгли деревню и убили 22 жителей. Освобождена 23 января 1944 года. В составе совхоза «Буйновичи» (центр — деревня Буйновичи).

## Население

### Численность
- 2004 год — 24 хозяйства, 39 жителей.

### Динамика
- 1897 год — 19 дворов 133 жителя (согласно переписи).
- 1908 год — 52 двора, 267 жителей.
- 1917 год — 418 жителей.
- 1921 год — 79 дворов.
- 1940 год — 85 дворов.
- 2004 год — 24 хозяйства, 39 жителей